# Gustaf von Schwerin
Gustaf Bogislaus von Schwerin, född den 10 oktober 1884 i Simtuna församling, död den 21 september 1967 i Stockholm, var en svensk greve och ämbetsman. Han var son till Carl Philip von Schwerin.
von Schwerin avlade reservofficersexamen 1907 och kansliexamen 1909. Han blev underlöjtnant i Svea artilleriregementes reserv 1908 och löjtnant där 1914. Han blev amanuens i Lantförsvarsdepartementet 1909 och i Arméförvaltningen samma år samt förste kanslisekreterare i Lantförsvarsdepartementet 1917. Han beviljades avsked som reservofficer 1921. von Schwerin blev kansliråd i Försvarsdepartementet 1922 (tillförordnad 1920) och var expeditionschef där 1942–1951 (tillförordnad 1939). Han tilldelades statssekreterares namn 1945. von Schwerin invaldes som ledamot av Krigsvetenskapsakademien 1944 och som hedersledamot av Örlogsmannasällskapet 1945. 
Han blev riddare av Nordstjärneorden 1925, kommendör av andra klassen av samma orden 1935 och kommendör av första klassen 1941. 
von Schwerin vilar i en familjegrav på Norra begravningsplatsen utanför Stockholm.